# Zavrh pri Črnivcu
Zavrh pri Črnivcu este o localitate din comuna Kamnik, Slovenia, cu o populație de 24 de locuitori.